# Gipsy Moth IV (яхта)

Gipsy Moth IV на виставці в Гринвічі, Англія

Gipsy Moth IV — 16 метрова яхта сера Френсіса Чичестера, збудована спеціально для навколосвітнього одиночного плавання.
Ідея навколосвітнього плавання виникла у Чичестера при написанні книги про так звані «вовняні кліпери», які при транспортуванні вовни з Австралії обходили навколо світу всього з однією зупинкою. Найкращі кліпери витрачали на цей перехід в середньому 123 доби.
У 1962 році Чичестер замовив яхту, яку назвав подібно до своїх попередніх яхт — Gipsy Moth — Gypsy Moth IV («Шовкопряд»). Назва походила від назви літака Чичестера, на якому він намагався облетіти навколо світу.
Зважаючи на те, що максимальна швидкість яхти є пропорційною її довжині, а Gypsy Moth IV була коротшою за кліпер приблизно в чотири рази (кліпер Катті Сарк, наприклад, мав довжину майже 65 метрів), завдання подолання такої дистанції всього з одним заходом в порт для відпочинку і поповнення припасів видавалося тим більше складним.
Яхту було спроектовано таким чином, щоб вона могла мати найбільшу можливу площу вітрил при відносно невеликій загальній масі. Для забезпечення можливості відпочинку одинака в морі рульовий механізм яхти був доопрацьований, щоб керувати з каюти.
В 1966 році Френсіс Чичестер здійснив свій задум, обійшовши навколо світу за 226 діб ходового часу — від Плімута до Сіднея (14100 миль) — 107 діб, і з Сіднея навколо мису Горн в Плімут (15517 миль) — 119 діб. По завершенню навколосвітнього плавання яхту Gypsy Moth IV зустрічали в Плімуті близько чверті мільйона чоловік.
Яхта виставлена в сухому доці в Гринвічі.